# كرم الهي (مقاطعة دلفان)
كرم‌الهي (بالفارسية: کرم‌الهی) هي قرية تقع في قسم خاوة الشمالي الريفي (مقاطعة دلفان) في إيران. يقدر عدد سكانها بـ 205 نسمة .